# Redemptiedorpen

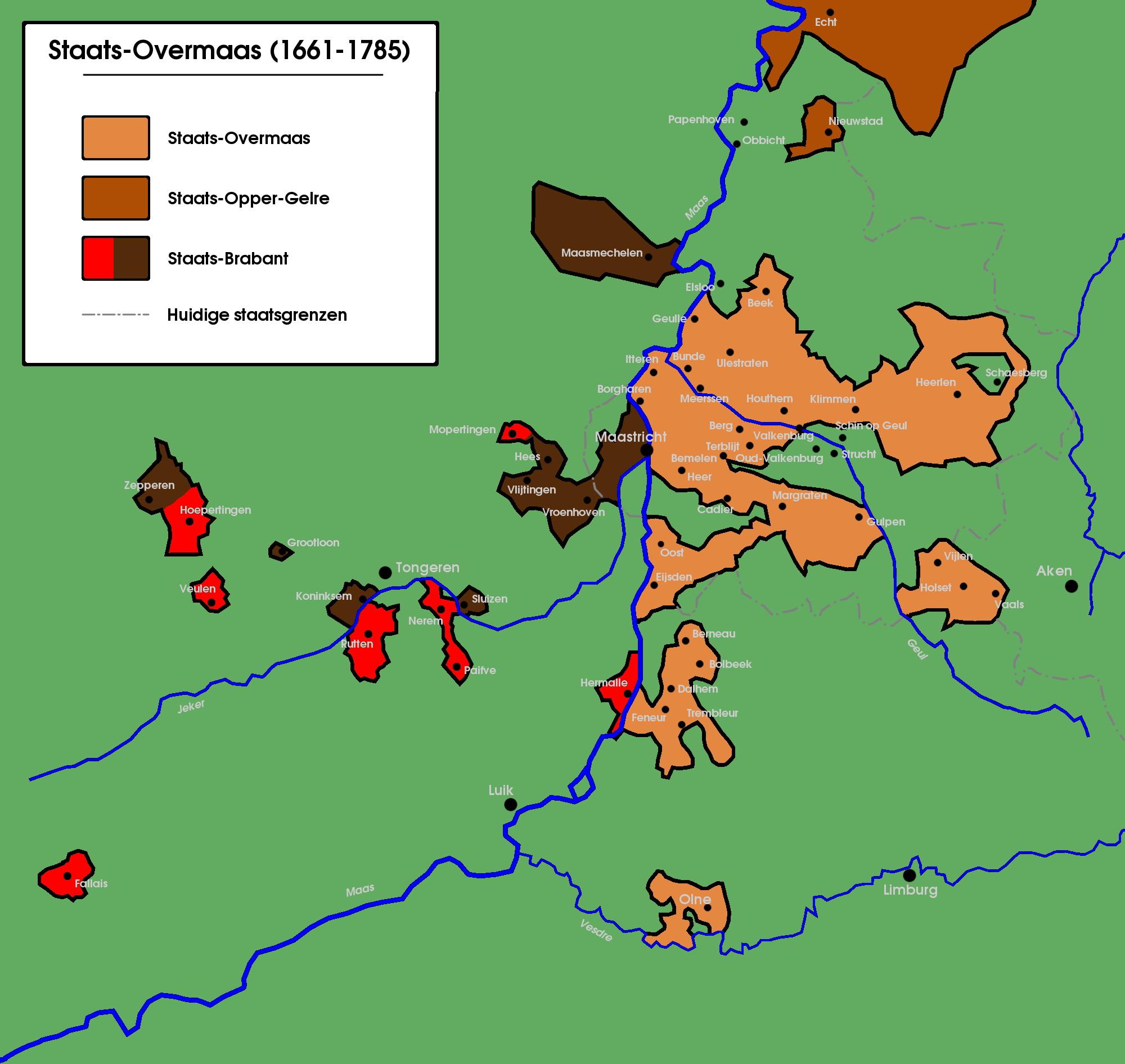
Staatse gebieden in het Maasland, de Redemptiedorpen in rood

De Redemptiedorpen waren acht dorpen die verbonden waren aan een oppergerecht in het Brabantse deel van Maastricht, maar jaarlijks hun soevereiniteit afkochten of 'redimeerden'. In 1632 bezette de Republiek Brabants-Maastricht; nu was onduidelijk of het recht om redemptie te innen verbleef bij de Spaanse Nederlanden, of samen met Maastricht overgedragen moest worden. Uiteindelijk liet het Verdrag van Fontainebleau (1785) de meeste Redemptiedorpen aan de Republiek.

## Dorpen
De Redemptiedorpen lagen ten zuiden en ten westen van Maastricht.
- In Belgisch-Limburg:
  - Hoepertingen
  - Veulen of Foulogne
  - Rutten of Russon
  - Nerem
  - Mopertingen

- In de provincie Luik:
  - Fallais
  - Paifve of Peef
  - Argenteau met Hermal

De Redemptiedorpen worden vaak genoemd in combinatie met het graafschap Vroenhoven en de elf banken van Sint-Servaas, die eveneens betwist werden als zijnde een onderdeel van de stad Maastricht.

## Geschiedenis
Aanvankelijk behoren de Redemptiedorpen tot de 'fiscus van Maastricht'. Koning Otto IV (1202), hierin bevestigd door tegenkoning Filips van Zwaben (1204), schenkt deze fiscus aan het hertogdom Brabant. In de loop van de 13e en 14e eeuw verwerven acht dorpen binnen de fiscus een grote vrijheid. Als compensatie stellen de Spaanse Nederlanden 'redemptiepenningen' in, krachtens twee ordonnanties van 1451 en 1597.
Na het beleg van Maastricht (1632) eisen de Staten-Generaal alle Brabantse rechten te Maastricht. Zij menen dat ook de ontvangst van de redemptiepenningen hiertoe gerekend moet worden. De kwestie raakt niet opgelost. Als voorlopige oplossing betalen de Redemptiedorpen een vaste belasting aan beide landsheren. Voor de dorpen is de rivaliteit voordelig; geen van de landsheren waagt zich aan verregaande inmengingen. Weliswaar kan de Republiek wel op gerechtelijk vlak enige invloed uitoefenen, aangezien de Redemptiedorpen van oudsher onder het ressort van Maastricht vallen (Fallais en Argenteau-Hermal vallen onder de Raad van Brabant).
Tijdens de Hollandse Oorlog is een oplossing in de maak; de Republiek belooft afstand te doen van alle rechten in en rond Maastricht wanneer Spanje zich aan haar zijde schaart (1673). Na de oorlog roept de Republiek echter de grensbepaling bij de Vrede van Münster (1648) in als excuus om de beloofde gebiedsafstand niet uit te voeren. In 1785 ten slotte worden de Redemptiedorpen afgestaan aan de Republiek, met uitzondering van Fallais en Argenteau-Hermal. De zes dorpen worden bij Staats-Brabant gevoegd. Niet voor lang echter, want in 1795 worden alle enclaves in de Zuidelijke Nederlanden overgedragen aan revolutionair Frankrijk.